# Diego Tinoco

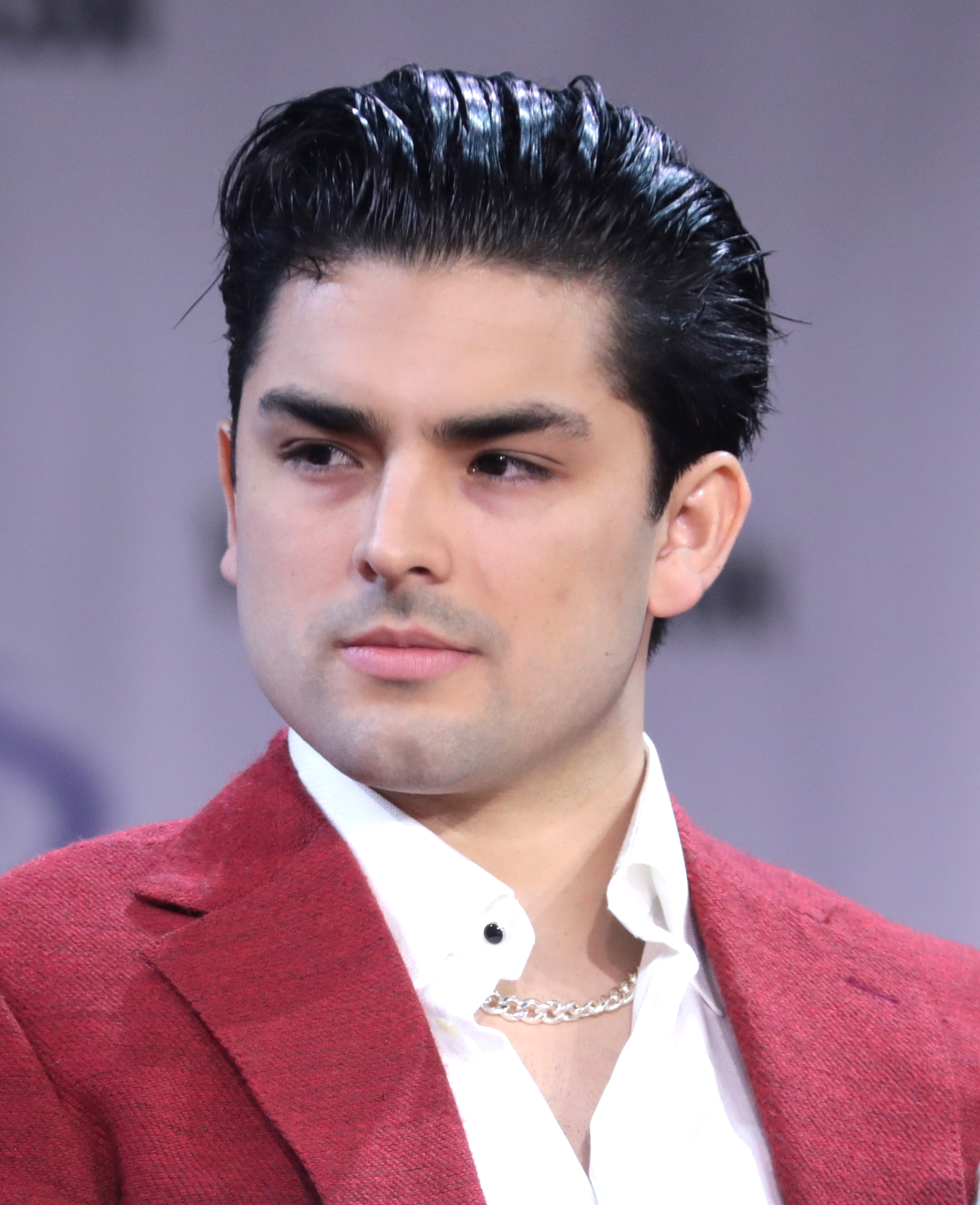
Diego Tinoco bei der WonderCon 2023

Diego Tinoco (* 25. November 1997 in Anaheim, Kalifornien) ist ein US-amerikanischer Schauspieler.

## Leben und Karriere
Diego Tinoco wurde Ende November 1997 in Anaheim im US-Bundesstaat Kalifornien als Sohn eines mexikanischen Vaters und einer kolumbianischen Mutter geboren.
Sein Schauspieldebüt gab er nach zwei Kurzfilmen in einer Episode von Teen Wolf, in der er als Mateo zu sehen war. Internationale Aufmerksamkeit erlangte Tinoco durch die Verkörperung des Cesar Diaz in der Netflix-Coming-of-Age-Serie On My Block. Darin war er von März 2018 bis Oktober 2021 zu sehen.
In der 2023 erschienenen Mangaverfilmung Saint Seiya: Die Krieger des Zodiac – Der Film verkörperte Tinoco die Rolle des Phoenix Nero. Der Film basiert auf dem Manga Saint Seiya.

## Filmografie (Auswahl)
- 2016: Teen Wolf (Fernsehserie, Episode 6x01)
- 2018–2021: On My Block (Fernsehserie, 38 Episoden)
- 2021: R#J
- 2023: Saint Seiya: Die Krieger des Zodiac – Der Film (Knights of the Zodiac)